# CosMo
cosMo(コスモ, 1986년 4월 6일 ~ )는 일본의 남성 음악가로 주로 인터넷 상에서 음성 합성 프로그램 하츠네 미쿠를 보컬로 쓴 곡을 발표하고 있다.
cosMo@폭주P(일본어: cosMo@暴走P コスモアットぼうそうピー[*])라는 명의를 사용하며 간단히 폭주P(暴走P)라 부르기도 한다.